# 橘ノ杏奈
橘ノ 杏奈（たちばなの あんな、1973年9月21日 -）は、日本の落語家である。落語芸術協会所属。

## 略歴
- 1973年∶長野県長野市に生まれる[1]。
- 1995年∶5代目春風亭柳昇に入門。前座名春風亭もみぢ[1]。
- 1999年11月∶二ツ目昇進。春風亭昇美依に改名[1]。
- 2003年∶師匠である5代目柳昇が死去。それに伴い3代目橘ノ圓門下へ移籍。亭号を替えて橘ノ昇美依と改名[1]。
- 2009年5月∶三遊亭遊喜、春風亭鯉枝、瀧川鯉太、3代目桂枝太郎とともに真打昇進。橘ノ杏奈に改名[1]。
- 現在は活動を休止している。